# Tides
Tides är debutalbumet av det finska metalbandet Leverage. Albumet släpptes den 9 augusti 2006 och låg som bäst på plats 27 på Finlands officiella lista.

## Låtlista
Alla låtar är skrivna och komponerade av Toumas Heikkinen och Torsti Spoof. 
| Nr  | Titel                  | Längd |
| --- | ---------------------- | ----- |
| 1.  | Fifteen Years          | 5:32  |
| 2.  | Superstition           | 3:51  |
| 3.  | Horizon                | 4:24  |
| 4.  | Dreamworld             | 5:37  |
| 5.  | Follow Down That River | 4:17  |
| 6.  | Stranger               | 5:38  |
| 7.  | Sails                  | 3:54  |
| 8.  | Marching to War        | 5:06  |
| 9.  | Twilight Symphony      | 4:27  |
| 10. | Gone                   | 4:50  |

| 11. | Waterfall      | 4:53 |
| 12. | Land of Flames | 5:14 |

## Medverkande
- Pekka Heino - sång
- Toumas Heikkinen - gitarr
- Torsti Spoof - gitarr
- Marko Niskala - keyboard
- Pekka Lampinen - bas
- Valtteri Revonkorpi - trummor